# مسح (انتقال)
المسح في صناعة الأفلام هو طريقة للانتقال القريب في الفلم حيث تحل لقطةٌ محلّ أخرى عن طريق الانتقال من جانب واحد من الإطار إلى آخر أو بشكل خاص.